# Mercury-Atlas 4
Mercury-Atlas 4 (MA-4) – jeden z testowych lotów pierwszego amerykańskiego załogowego statku kosmicznego Mercury, pierwszy jaki osiągnął orbitę okołoziemską. Ta sama kapsuła brała udział w nieudanym locie Mercury-Atlas 3.

## Opis misji

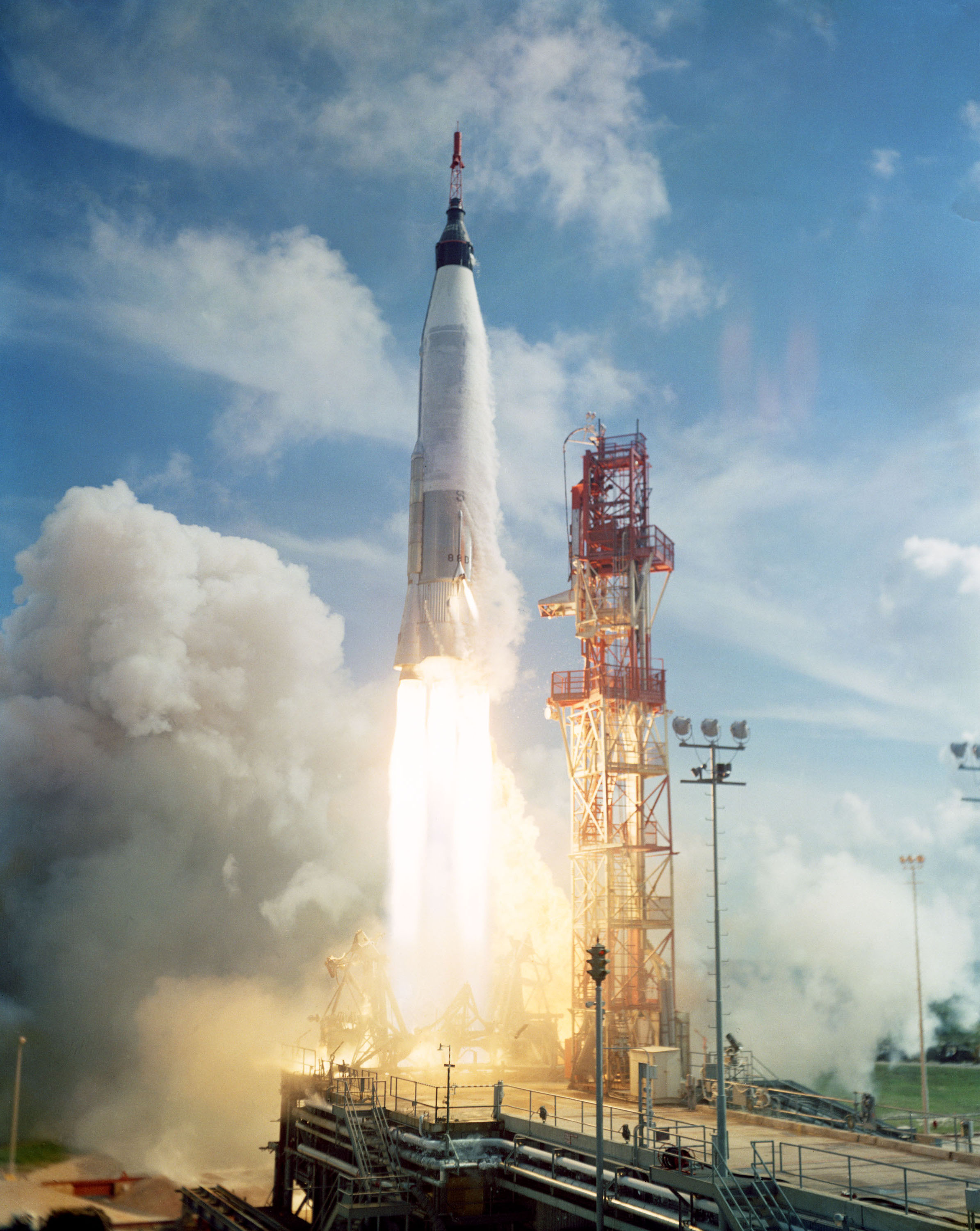
Start rakiety Atlas D ze statkiem Mercury-Atlas 4

MA-4 został wystrzelony z kosmodromu na Przylądku Canaveral w dniu 13 września 1961, o godzinie 14:04 GMT, rakietą Atlas D. W skład wyposażenia statku weszły:
- „mechaniczny astronauta” manekin pilota, który naśladował pewne czynności fizjologiczne organizmu człowieka (wydzielanie CO2, pocenie się itp.), na potrzeby testów systemów podtrzymywania życia
- dwa magnetofony z nagranym uprzednio głosem, w celu przetestowania systemu łączności i pracy sieci stacji naziemnych
- trzy kamery
- instrumenty do pomiarów wibracji, szumów i promieniowania

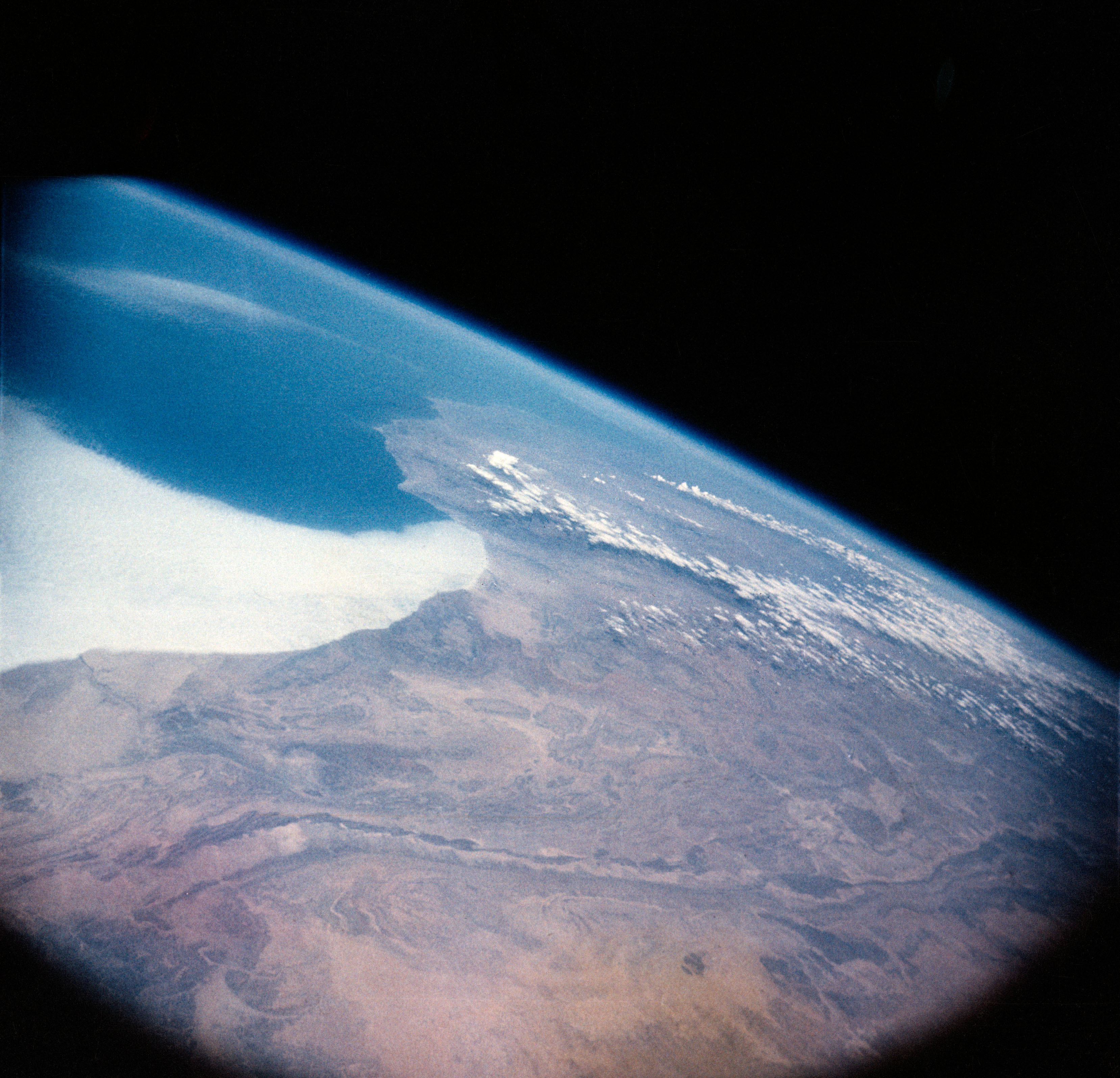
Ziemia widziana z pokładu kapsuły MA-4

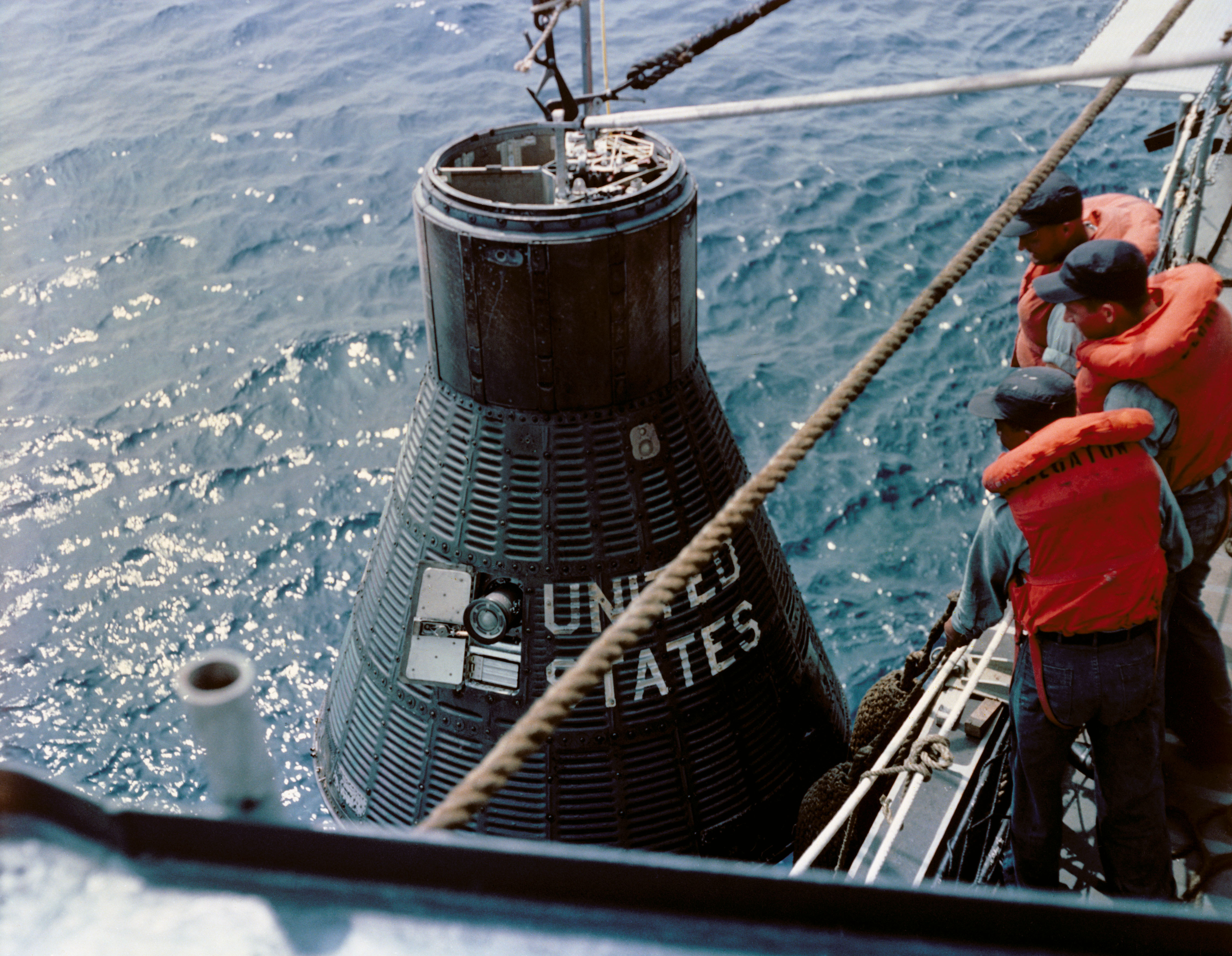
Wydobycie z wody kapsuły MA-4

Po udanym starcie wszedł na orbitę okołoziemską i po jednokrotnym okrążeniu Ziemi, system czasowy w statku uruchomił retrorakiety i pomyślnie zdeorbitował statek. Kapsuła opadła do wody tego samego dnia o godz. 15:37:36 GMT, na Oceanie Atlantyckim, około 298 km na wschód od Bermudów, w odległości 15 km od wyliczonego punktu wodowania. Statek został wyłowiony przez okręt US Navy, USS Decatur (DD-939), 82 minuty po wodowaniu. W czasie lotu odnotowano trzy małe zakłócenia:
- niewielki wyciek w układzie odpowiedzialnym za obieg tlenu
- utratę łączności głosowej nad Australią
- awarię inwertera w systemie kontroli środowiska

Lot MA-4 uznany został za niezwykle pomyślny dla załogowego programu USA. Rakieta nośna Atlas D pracowała bez zarzutu i pokazała swoje przygotowanie do lotów załogowych. Statek, poza drobnymi wyjątkami, również pracował zgodnie z planem. Globalna sieć śledzenia i łączności (13 stacji) sprawdziła się i była gotowa do wspomagania załogowego lotu kosmicznego. Test wykazał, że rakieta Atlas D nadaje się do wyniesienia kabiny na orbitę. 

### Lot w liczbach
- Długość trwania lotu: 109 minut i 28 sekund
- Przebyty dystans: 41 917 km
- Prędkość: 32 458 km/h
- Maksymalne Q (ciśnienie dynamiczne): 975
- Maksymalne osiągnięte przyspieszenie: 7,7 g
- Osiągnięta wysokość: 400[4] km
- Status misji: częściowo udana

### Chronologia
- 3 września 1960 – usunięcie z programu misji MA-3 i MA-4 wymagań dotyczących przesyłania telemetrii przez samoloty. Statki zostały wyposażone tak, aby mogły samodzielnie przekazywać dane od momentu otworzenia się spadochronu do wodowania.
- 9 sierpnia 1961 – opublikowanie zasad misji „deorbitacja przy pomocy retrorakiet” dla lotu MA-4
- 11 maja 1961 – dostarczenie na Przylądek Canaveral statku Mercury 8A
- 13 września 1961 – udany lot orbitalny, powrót i wyłowienie kapsuły